# Acanthephippium splendidum
Acanthephippium splendidum là một loài thực vật có hoa trong họ Lan. Loài này được J.J.Sm. mô tả khoa học đầu tiên năm 1898.